# Henryk Dziedzicki
Henryk Daniel Robert Dołęga Dziedzicki (15 juli 1847, Warschau - 12 maart 1921, Warschau) was een Pools arts en entomoloog.
Dziedzicki werd geboren als de zoon van Adam Dziedzicki en Marianna Jendl. In 1868 studeerde hij af aan de middelbare school in Łomża. Hij studeerde geneeskunde aan de Universiteit van Warschau. In de jaren 1872-1873 nam hij deel aan de expeditie naar Egypte, gefinancierd en georganiseerd door Alexander Branickiego. Op 28 september 1874 ontving hij de titel van doctor in de geneeskunde van de Universiteit van Warschau.
Hij was actief lid van de wetenschappelijke vereniging van Warschau en lid van de entomologische verenigingen in Sint-Petersburg, Berlijn en Wenen. Zijn Zuster, H. Dziedzicki, trouwde met Jan Sznabla ook bekend als Johann Andreas Schnabl, tevens een entomoloog.

## Taxa
Hij voerde een systematische herzieningen door in de naamgeving van tweevleugelige insecten (diptera), vooral de families Mycetophilidae (paddenstoelmuggen), waarbij de gedetailleerde verschillen in de constructie van de geslachtsorganen gebruikt werden voor determinatie.  Hij beschreef ongeveer 120 nieuwe soorten vliegen van de familie Mycetophilidae en twee nieuwe geslachten Heteropygium en Allophallus.
Als eerbetoon werd zijn naam gegeven aan de soorten: 
- Helophilus henricii Schnabl, 1880
- Phronia dziedzickii Lundstrom, 1906
- Sciophila dziedzickii Edwards, 1925
- Paraneurotelia dziedzickii Landrock, 1911
- en het geslacht Dziedzicki.

- Gemeinsame Normdatei: 132864428
- International Standard Name Identifier: 0000 0001 1056 0851
- Nationale Bibliotheek van Tsjechië: mub2018982048
- Nederlandse Thesaurus van Auteursnamen: 158938518
- Istituto Centrale per il Catalogo Unico: LO1V418557
- Virtual International Authority File: 38090680
- WorldCat: E39PBJcR6gd3FFbhyKDky9jHmd